# Cynorta punctatolineata
Cynorta punctatolineata is een hooiwagen uit de familie Cosmetidae.